# 浅虫バイパス
浅虫バイパス（浅虫バイパス）は、青森県青森市大字浅虫地内の国道4号のバイパス。
　浅虫地区は古くからの温泉地であるが、このバイパスの開通以前の国道は幅が狭く、人家が連なっているため、常に渋滞しており、国道としての機能が著しく低下していた。さらに、冬期間の積雪などの問題もあり、早くから道路拡幅が急務となっていた。このため、青森県内でも最初にバイパスの建設が計画された。ルートとしては、山側・海側等の案が出されたが、海岸を埋め立てて道路を通すこととなった。

## 概要
- 起点：青森県青森市浅虫字山下
- 終点：青森県青森市浅虫字坂本
- 全長：1.9km
- 車線数：2車線
- 開通：1967年3月8日（暫定2車線)・1968年12月5日(4車線化)

## 沿革
- 1964年(昭和39年)　事業化
- 1966年(昭和41年)4月 - 着工
- 1966年5月12日 - 工事開始
- 1966年（昭和41年）7月29日 - 大規模地滑りのため、国道が埋没。
- 1967年（昭和42年）3月8日 - 海側2車線の暫定供用開始。（前年夏の地滑りへの対策）
- 1968年（昭和43年）12月5日 - 全線4車線で供用開始
- 1969年度（昭和44年度） - 残工事の路肩部分の工事が完了し、完成。

## 地理

### 通過する自治体
- 青森県
  - 青森市

### 分岐する道路
- 青森県道269号増田浅虫線